# Jacula
Jacula è un personaggio immaginario dei fumetti italiani ideato da Renzo Barbieri e Giorgio Cavedon e dal disegnatore Giorgio Cambiotti, protagonista di una omonima testata di genere erotico/horror pubblicata dalla ErreGI e poi dalla Ediperiodici dal 1969 al 1982. Il personaggio nasce sull'onda del successo dei fumetti neri degli anni 60 caratterizzati da elementi trasgressivi e violenti ai quali viene aggiunta una componente erotica.

## Storia editoriale
Il personaggio esordisce su un'altra testata dell'editore, Isabella, mentre la serie omonima esordisce in edicola nel marzo 1969 in formato tascabile tipico del genere dei fumetti neri fino al nº 30 per poi passare al formato gigante (cm 16,8 x 24) e per poi tornare tascabile con il nº 43. I disegni sono dello Studio Rosi sino al nº 117 e poi dello Studio Giolitti sino alla conclusione delle serie nel 1982 con il nº327. Le copertine sono principalmente di Leandro Biffi e di Ferdinando Tacconi. A causa della grave crisi del fumetto popolare agli inizi degli anni 80 e all'affermazione del mercato dei video porno la serie chiude dopo 327 volumi. Oltre a questa serie, esistono due volumi fuori serie: Il colore della morte, albo interamente a colori e supplemento al nº 100, e Seme di vampiro, supplemento in formato gigante al nº 188 del luglio 1976. Dal 1973 al 1984 la serie viene ristampata dalla Ediperiodici in 129 albi nella serie Jacula Collezione con due episodi per volume con copertine inedite.
Graficamente il personaggio subisce una evoluzione che lo porta a assumere le fattezze ispirate a quelle della cantante Patty Pravo.

## Biografia del personaggio
Jacula è una vampira che vive avventure dell'orrore ambientate a cavallo tra Ottocento e Novecento rivisitando tutti i luoghi classici dell’immaginario dell’occulto e del mistero con streghe, antiche maledizioni, ritorni dall'oltretomba e castelli infestati dagli spettri. Come vampira differisce dal modello tradizionale in quanto grazie a una pozione del dottor Carlo Verdier, un vampiro che sarà suo compagno, è immune ai raggi del sole ma non all'aglio e ai crocifissi. Nelle sue avventure incontra personaggi iconici del genere horror come Frankenstein, l’uomo lupo, Jack lo squartatore, lo zombie, la mummia o il mostro della laguna nera vivendo vicende in cui puntualmente si sovrappone una tematica erotica più o meno bizzarra. La sua lunga saga può essere divisa in tre periodi: uno, eminentemente gotico, collocabile nei primi cento numeri della serie; un altro più eversivo e iconoclasta, negli albi compresi tra il 120 e il 250 e i restanti 77 numeri nei quali si torna gradualmente a forme più canoniche meno dissacratorie con episodi auto-conclusivi nei quali i toni contro la famiglia, la chiesa e le istituzioni borghesi si attenuano e con tematiche che si avvicinano alla commedia all'italiana.

## Impatto culturale
Jacula, uscito in edicola nel 1969, aveva come protagonista una donna forte ed emancipata oltre che molto affascinante che diviene portabandiera di valori rivoluzionari per il periodo e che quindi entusiasmarono non solo i lettori italiani ma anche stranieri venendo pubblicata in Francia e in altri Paesi che venivano attratti dalle imprese erotico/horror/gotiche della vampira senza freni e inibizioni. Il successo fu strepitoso e centinaia di lettere inviate alla redazione decretarono un successo senza precedenti e un processo di identificazione sia da parte di uomini che di donne che si identificavano con l'eroina disinibita e combattiva e in tal modo Jacula fu un personaggio femminista per il modo nel quale gestiva senza inibizioni la propria sessualità.
La copertina dell'album "Tardo Pede In Magiam Versus" del gruppo rock degli Jacula è stata realizzata da "Mr. Travers" che collaborava con il fumetto Jacula e con la rivista Terror, infatti la copertina fu originariamente realizzata per il numero 27 di tale rivista, pubblicato nel 1971 e intitolato "L'orrendo pasto".
La serie è seguita anche da un pubblico femminile abbastanza insolito per il tipo di pubblicazioni.

## Accoglienza
La pubblicazione godette di un buon successo editoriale per tutti gli anni settanta, per poi perdere progressivamente interesse e lettori agli inizi degli anni ottanta, fino alla soppressione definitiva della testata, causata da una certa perdita di freschezza delle storie, da una ripetività dei temi e delle situazioni descritte e non ultimo per l'apparizione e l'affermazione commerciale di nuove pubblicazioni che riproponevano le stesse atmosfere erotiche e soprannaturali di Jacula.
Altre serie erotiche a fumetti prodotte in Italia negli stessi anni ed incentrate su vampire e affini comprendono Zora la vampira, Lucifera e Sukia.

## Ristampe
- Editoriale Cosmo, I Classici dell'Erotismo Italiano 2 (Jacula, 08/2020).